# Récourt-le-Creux
Récourt-le-Creux település Franciaországban, Meuse megyében. Lakosainak száma 68 fő (2022. január 1.). Récourt-le-Creux Les Monthairons, Rambluzin-et-Benoite-Vaux, Souilly, Tilly-sur-Meuse és Villers-sur-Meuse községekkel határos.

## Népesség
A település népessége az elmúlt években az alábbi módon változott:
| Lakosok száma | 120  | 113  | 85   | 78   | 77   | 79   | 77   | 77   | 77   | 68   |
|               | 1968 | 1982 | 1990 | 2006 | 2013 | 2015 | 2017 | 2019 | 2020 | 2022 |